# Prosoplus granulifer
Prosoplus granulifer är en skalbaggsart som beskrevs av Stefan von Breuning 1939. Prosoplus granulifer ingår i släktet Prosoplus och familjen långhorningar. Inga underarter finns listade i Catalogue of Life.